# البطولة العربية للبلياردو والسنوكر 2018
البطولة العربية للبلياردو والسنوكر 2018 انعقدت في الفترة من 10 إلى 17 تشرين الأول 2018 بفندق كونكورد في الفجيرة، الأمارات. وشملت 16 مسابقة على مستويات الناشئين والرجال والماستر في الفردي والفرق في لعبتي البلياردو والسنوكر، ويصل عدد أعضاء الوفود المشاركين أكثر من 300 شخصاً يمثلون 11 دول عربية.

## جدول ميداليات البلياردو
| الترتيب | منتخب    | ذهبية | فضية | برونزية | المجموع |
| ------- | -------- | ----- | ---- | ------- | ------- |
| 1       | العراق   | 4     | 2    | 3       | 9       |
| 2       | الأردن   | 2     | 2    | 2       | 6       |
| 3       | السعودية | 0     | 2    | 3       | 5       |
| 4       | فلسطين   | 1     | 0    | 3       | 4       |
| المجموع | المجموع  | 7     | 6    | 11      | 24      |

## جدول ميداليات السنوكر
| الترتيب | منتخب                    | ذهبية | فضية | برونزية | المجموع |
| ------- | ------------------------ | ----- | ---- | ------- | ------- |
| 1       | الإمارات العربية المتحدة | 4     | 3    | 4       | 11      |
| 2       | العراق                   | 1     | 2    | 3       | 6       |
| 3       | مصر                      | 1     | 1    | 4       | 6       |
| 4       | السعودية                 | 0     | 0    | 2       | 2       |
| 5       | فلسطين                   | 0     | 1    | 0       | 1       |
| المجموع | المجموع                  | 6     | 7    | 13      | 26      |